# Chiesa dei Santi Giovanni Battista e Massimiliano Kolbe
La chiesa dei Santi Giovanni Battista e Massimiliano Kolbe è un edificio religioso situato in località Terzerina a Pregassona, quartiere di Lugano. 

## Storia
Venne costruita dall'architetto Alberto Finzi nel 1995. 

## Descrizione
La chiesa si presenta con una pianta di forma pentagonale, sovrastata da un soffitto a cassettoni. Sui fianchi si aprono due cappelle laterali, in una delle quali è contenuto il fonte battesimale in granito.